# Monolepta apicicornis
Monolepta apicicornis là một loài bọ cánh cứng trong họ Chrysomelidae. Loài này được Thomson miêu tả khoa học năm 1858.